# Ichneumon sugiharai
Ichneumon sugiharai là một loài tò vò trong họ Ichneumonidae.